# 休·洛
休·洛爵士，GCMG（Sir Hugh Low，1824年5月10日—1905年4月18日）为英国殖民地官员及博物学家。休·洛曾在纳闽担任各种殖民地官员，经常被认為是馬來半島首位成功的英國官員。1851年他登顶京那峇鲁山，是有记录以来的第一次。京那峇鲁山的最高峰及附近的深谷都是以他的名字命名的。

## 生平经历
他出生于英国克莱普顿，是一位苏格兰园艺家的儿子。早年，在家族苗圃（克拉普顿苗圃）里从事植物学专业工作。20岁的时候，他的父亲将他送往东南亚进行采集考察。起先他呆在新加坡，之后很快就加入了砂拉越第一位白人拉者詹姆士·布魯克爵士的队伍中。随后的几个月中，他很好的了解了砂拉越内陆，并在回国之后写成了一部权威的著作。1847年，詹姆士·布魯克被任命为纳闽英国殖民地总督和婆罗洲总领事。他聘休·洛为殖民地秘书（1848年至1850年）。1848年，回到远东，遇到并娶了凯瑟琳·纳皮尔为妻。在纳闽期间，休·洛获得了丰富的行政经验，通晓马来语，并成为了一个声名远扬的博物学家。期间他还3次攀登了京那峇魯山，第一次于1851年3月，第二次于1858年与文莱总领事斯宾塞·圣约翰一起登顶。
1877年4月，休·洛来到馬來半島担任第四任霹靂州参政司（1877年至1889年）。根据邦咯条约，参政司可介入除宗教及民俗外的任何事物。1874年，第一任参政司被谋杀，激起了一场战争，使得几乎所有的马来亚高层官员或死或流亡。休·洛的任命标志着正常治理的恢復。
在他就任的第一年（1877年），他制定了以下原则，即保留他们对所拥有矿山的权利，但矿山所有者必须保证其矿山的开采。八年间，他废除了该州的奴隶制。 1885年，他在建立了馬來半島的第一条铁路，其由太平通往缽威港（即现在的瓜拉十八丁）。
休·洛就职的12年間地方平和，他設置由马来人、华人和英国有力者组成的國家議會，特出地在各方面利用這些地方領袖協助各方面的治理。
例如，他结交了華人甲必丹郑景贵，并让霹雳的华人矿工使用了现代化的英国采矿机器。1891年，休·洛曾在《哈珀斯杂志》（Harpers Magazine）上发表了一篇文章为郑景贵叫屈，以正视听。
他曾与拉惹优素福和拉惹伊德里斯合作恢复秩序，还清了国家80万叻币的债务，并重新建立起了对英国行政体系的信心。
除了他的政绩之外，休·洛还参与了对橡胶、咖啡、黑胡椒和茶叶等热带作物的种植试验和研究。马来西亚种植橡胶的时代开始于休·洛。1882年，他播种的7粒橡胶种子在江沙公园长成了七棵大树。
休·洛还帮助创办了《皇家亚洲协会海峡分部杂志》（Journal of the Straits Branch of the Royal Asiatic Society.）。因他对大英帝国的贡献，他在1879年荣获了聖米迦勒及聖喬治侍從(同袍)勳銜，在1883年荣获了聖米迦勒及聖喬治爵級司令(騎士)勳銜，成為爵士，1889年再荣获聖米迦勒及聖喬治(爵級)大十字騎士勳銜。他经常被認為是馬來半島首位成功的英國官員，其管治方法成为了后继英国整个东南亚地区殖民地的运作方式。
在他任职期间，休·洛与雪兰莪州的英国法官詹姆斯·英尼斯（James Innes）之间，就马来亚奴隶债务问题存在一场争执。詹姆斯·英尼斯试图将休·洛牵入其中，指责他在霹雳教唆实施奴隶制，实际上他是在试图废除。
1889年，休·洛退休，为政府留下了150万叻币的盈余。
1905年4月18日，休·洛去世于意大利阿拉西奥。

## 以其命名的事物
许多物种都以其名字命名，以纪念他在生物领域的成就：

### 植物
- 洛氏杜鹃（Rhododendron lowii）
- 洛氏猪笼草（Nepenthes lowii）
- 洛氏青梅（Vatica lowii）

### 兰花
- 洛氏蜘蛛兰（Arachnis lowii）
- 洛氏石斛（Dendrobium lowii）
- 洛氏兜兰（Paphiopedilum lowii）
- 洛氏折叶兰（Sobralia lowii）
- 洛氏奇唇兰（Stanhopea lowii）
- 洛氏霍丽兰（Houlletia lowiana）
- 洛氏蕙兰（Cymbidium lowianum）

### 动物
- 笔尾树鼩（Ptilocercus lowii）
- 洛氏马尾松鼠（Sundasciurus lowii）

### 地名
- 洛氏峰（Low's Peak），婆罗洲京那峇鲁山的最高峰，也是东南亚的最高峰。
- 洛氏谷（Low's Gully）
- 休罗街（Hugh Low Street），位于马来西亚霹雳怡保。该街道已改名为“Jalan Sultan Iskandar”（苏丹依斯干达路），但当地华人仍将其称为休·罗街。1986年改名后，其由双行道改为单行道，并拆除了原有的拱门。[14]

## 所命名的分類
（列表可能不完整）
- 1个休·羅命名的生物分类

## 主要著作
- Sarawak, Its Inhabitants and Productions: Being Notes During a Residence in that Country with His Excellency Mr. Brooke By Hugh Low Published by Adamant Media Corporation; ISBN 1402190433, ISBN 9781402190438
- A Botanist in Borneo: Hugh Low's Sarawak Journals, 1844-1846 By Hugh Low, Bob Reece, Phillip Cribb Contributor Bob Reece, Phillip Cribb Published by Natual History Publications (Borneo), 2002; ISBN 9838120650, ISBN 9789838120654
- Sĕlĕsǐlah (book of the Descent) of the Rajas of Brunei By Hugh Low Published by [s.n.], 1880
- The Journal of Sir Hugh Low; Perak, 1887: Perak, 1887 By Hugh Low, transcribed and edited by Emily Sadka Published by Govt. Print. Off., 1955

## 传记
- Sir Hugh Low, 1824-1905 By Charles F. Cowan Published by , 1969

## 扩展阅读
- Hugh Low （页面存档备份，存于） Hugh Low's work on orchids